# A Girl Like Me (альбом Эммы Бантон)
A Girl Like Me — дебютный сольный альбом британской певицы Эммы Бантон, выпущенный 16 апреля 2001 года лейблом Virgin Records. Альбом попал в UK Albums Chart и занял 4 место в этом хит-параде. За первую неделю было продано 21 500 копий. В сентябре этого же года было продано более 100 000 копий и A Girl Like Me получил статус «золотого» диска. Всего было продано более 750 000 копий и выпущено 4 сингла в поддержку альбома.

## История выхода альбома
В 1999 году Эмма Бантон начала сольную карьеру, при этом продолжая работать в группе Spice Girls, деятельность которой фактически закончилась в конце 2000 года.
Первым синглом из альбома A Girl Like Me стала кавер-версия песни «What I Am», записана совместно с Tin Tin Out. Релиз сингла состоялся 1 ноября 1999 года. Сингл занял 2 место в UK Singles Chart.
Вторым синглом стала композиция «What Took You So Long?», занявшая 1 место в британских чартах, выпуск сингла состоялся 2 апреля 2001 года.
27 августа был выпущен третий сингл «Take My Breath Away», занявший 5 место в хит-парадах.
Четвёртым и заключительным синглом стала песня «We’re Not Gonna Sleep Tonight», которая заняла 20 место в чартах Великобритании.

## Список композиций
1. «What Took You So Long?»
2. «Take My Breath Away»
3. «A World Without You»
4. «High On Love»
5. «A Girl Like Me»
6. «Spell It O.U.T.»
7. «Sunshine On Rainy Day»
8. «Been There, Done That»
9. «Better Be Careful»
10. «We’re Not Gonna Sleep Tonight»
11. «She Was a Friend of Mine»
12. «What I Am»

## Видеоклипы
| Год          | Клип                            | Режиссёр    |
| ------------ | ------------------------------- | ----------- |
| Ноябрь 1999  | «What I Am»                     | Грэг Масуак |
| Апрель 2001  | «What Took You So Long»         | Грэг Масуак |
| Август 2001  | «Take My Breath Away»           | Грэг Масуак |
| Декабрь 2001 | «We’re Not Gonna Sleep Tonight» | Фил Гриффин |

## Чарты
| Страна/территория (Чарт) | Высшая Позиция |
| ------------------------ | -------------- |
| Великобритания           | 4              |
| Австралия                | 86             |
| Ирландия                 | 55             |
| Дания                    | 23             |
| Франция                  | 79             |

## Сертификация
| Страна         | Сертификация |
| -------------- | ------------ |
| Великобритания | Золотой      |
| Австралия      | Золотой      |